# Jakob Albrecht
Jakob Albrecht (também Jacob Albrecht, americanizado: Jacob Albright) (Pottstown, 1 de maio de 1759 — Kleinfeltersville, 17 de maio de 1808) foi um clérigo americano, fundador e primeiro bispo da Albright's People (Die Albrechtsleute), que foi oficialmente chamada de Associação Evangélica (Evangelische Gemeinschaft) em 1816. Esta Igreja passou por várias fusões e cisões, e hoje faz parte da Igreja Metodista Unida.

## Juventude
Jakob Albrecht nasceu em 1 de maio de 1759, filho de Johannes Albrecht (John Albright) e de Anna Barbara, e cresceu na região de Fox Mountain (Fuchsberg) em Douglass Township (condado de Montgomery) a noroeste de Pottstown, Pensilvânia e foi batizado na Igreja Luterana. Seus pais eram imigrantes alemães da região palatina da Alemanha, mas fontes discordam sobre quando imigraram para os Estados Unidos. (Johannes Albrecht e sua esposa, Anna Barbara, ambos nascidos na Áustria ou no Palatino, dependendo da fonte, vieram para a América no navio Johnson em 1732. Havia sete filhos: Jakob, de 5 anos entre eles. Este Johannes e sua família se estabeleceram em Bern Township, Berks County, onde Johannes morreu em 1751 ou 1752. Seu filho, Jakob, deixou o condado de Berks em 1760.) Jakob Albrecht foi educado em uma escola alemã onde aprendeu a ler, escrever e aritmética. Além de falar o alemão da Pensilvânia, ele falava alemão e aprendeu inglês o suficiente para poder fazer um sermão nessa língua.
Durante a Revolução Americana de 1776, Jakob Albrecht serviu na 7.ª Companhia do capitão Jacob Witz, 4.º Batalhão, milícia da Filadélfia como um jovem tocador de tambor e mais tarde, como guarda dos prisioneiros hessianos em Reading, Pensilvânia. Embora incerto, várias fontes indicam que ele serviu até 1786.
Em 1785, casou-se com Catherine Cope e tiveram seis (ou nove) filhos. Apenas três filhos sobreviveram até a idade adulta: Sarah, esposa de Noah Ranck; Jacob, que morreu sem filhos; e David, casado com Mary Riedenbach (Raidenbach ou Raidabaugh), e tiveram filhos. Há descendentes de Jacob Albright através de seu filho David vivendo hoje. A jovem família mudou-se para Earl Township, condado de Lancaster, e morava perto de Ephrata, Pensilvânia, onde o jovem Jakob começou a trabalhar na agricultura e no ramo de fabricação de telhas e tijolos.

## Trabalho evangélico
Alemão luterano por herança, converteu-se depois de 1790 ao metodismo, quando vários de seus filhos morreram de disenteria, levando-o a passar por uma crise religiosa. O luteranismo não lhe dava conforto. Pediu a Anthony Houtz, um pastor reformado neerlandês afiliado a um grupo de estudos organizado por Philip William Otterbein (os grupos de Otterbein acabaram formando os Irmãos Unidos na Igreja de Cristo) para realizar o funeral. Albright ficou tão emocionado com seu sermão fúnebre que continuou as discussões com um vizinho que era um pregador leigo entre os seguidores de Otterbein. Albright então se juntou a uma classe metodista (uma reunião religiosa realizada em uma casa particular). Essa classe o autorizou como um "exortador", ou pregador leigo.
Ele se sentiu chamado por Deus para levar a mensagem do Metodismo ao povo de língua alemã. Em 1796, Albright começou a levar sua mensagem aos moradores de língua alemã do sudeste da Pensilvânia. Ele foi licenciado pela Igreja Metodista, mas não foi autorizado a pregar na língua alemã, então ele seguiu por conta própria.
Embora ele se sentisse incapaz de pregar, registros contemporâneos revelam que ele era um orador poderoso e comovente, convertendo muitos ao metodismo. Em 1800, ele formou duas turmas no condado de Bucks, ao norte da Filadélfia. Em 1803 ele havia organizado mais três classes.
Albright nunca havia dado qualquer indicação de que estava interessado em formar uma nova organização ou Igreja, mas em 1803, por insistência dos líderes de suas classes, convocou uma assembleia geral dos líderes leigos e pregadores para novembro de 1803. Além dele, dois pregadores e 14 líderes leigos compareceram. O grupo elaborou uma licença e os dois pastores ordenaram Albright. O grupo escreveu uma breve declaração de fé.
Em 1806, um grande movimento de reavivamento se espalhou pelo leste da Pensilvânia, afetando muitos grupos religiosos. Os seguidores de Albright cresceram muito. Em 1807, quando a Igreja recém-organizada e sem nome realizou sua primeira conferência anual, a Igreja tinha 220 membros. Aqui Albright foi eleito bispo. Ele também designou pregadores e fez o que era necessário. A Conferência também adotou a forma episcopal de governo, artigos de fé e um livro de disciplina. Albright foi convidado a preparar um Livro de Disciplina.

## Morte
No ano seguinte, enfraquecido e com a saúde debilitada por exaustão e tuberculose, Jakob Albrecht adoeceu enquanto viajava de Linglestown, Pensilvânia, a nordeste de Harrisburg. Quando chegou a Kleinfeltersville (agora parte do condado de Lebanon), não pôde ir mais longe e lá morreu, em 18 de maio de 1808, aos 49 anos. Foi enterrado lá no jazigo da família Becker. Uma capela foi construída perto do local do enterro e permanece como museu e memorial para Jacob Albright.

## Legado
O movimento não tomou o nome de Associação Evangélica até depois da morte de Albrecht. A família também mudou seu nome para Albright. (Jacob Albright usou o nome Albrecht). A Igreja se espalhou por várias partes dos Estados Unidos. Em 1894 ocorreu a disputa Esher-Dubbs e um terço dos seguidores da Igreja deixaram-na para formar a Igreja Evangélica Unida. Em 1923, a maioria das congregações dissidentes retornou e a Igreja foi renomeada para Igreja Evangélica. As congregações restantes tornaram-se a Igreja Evangélica Congregacional. A Igreja Evangélica uniu-se em 1946 com os Irmãos Unidos em Cristo (Nova Constituição) para formar a Igreja Evangélica dos Irmãos Unidos e esse corpo por sua vez uniu-se à Igreja Metodista em 1968 para formar a Igreja Metodista Unida.
As Igrejas evangélicas sempre acreditaram na educação para homens e mulheres, fundando instituições de ensino em todo o país. Duas instituições receberam o nome de Jacob Albright. O Seminário Albright foi criado pela Conferência de Pittsburgh em Berlin, Pensilvânia em 1853 e durou cerca de 5 anos. O Albright College em Reading, Pensilvânia, formado pela fusão de várias instituições evangélicas, é uma escola afiliada aos Metodistas Unidos. Uma das maiores bolsas de estudo que a faculdade concede é a Jacob Albright Scholarship, que oferece aos alunos uma bolsa substancial anual.
A principal fonte de sua vida é uma breve biografia escrita em 1811 por George Miller, um ancião da Associação Evangélica. Uma biografia de seu trabalho evangelizador, incluindo experiências em que ele foi rejeitado por seus ouvintes, é intitulada Jacob Albright: The Evangelical Pioneer escrita por Robert Sherer Wilson, A.B., Th. B., publicado pela Church Center Press da Igreja Evangélica Congregacional de Myerstown em 1940 em Myerstown, PA. Os membros do Comitê de Interesses Editoriais foram o Rev. E. S. Woodring, o Rev. H. E. Messersmith e o Rev. G. A. Maurey.
O primeiro livro doutrinário Practical Christianity, escrito em 1811 por George Miller, foi publicado em 1814 por vinte dos seguidores de Albright conhecidos como “The Patrons of the First Edition” que apoiaram financeiramente a publicação. O povo Albright de Ohio incluía estes sete: Adam Hennig e Frederick Schauer (primeiros pregadores da Igreja Evangélica de Ohio), John Dreisbach, John Erb, Henry Niebel, John Klinefelter e Jacob Klinefelter. “Esses padres patronos constituíam a vanguarda dos arautos do evangelho que seguiam as correntes migratórias para o oeste, levando o zelo missionário e o espírito de Jacob Albright”.